# 85471 Міріам
85471 Міріам (85471 Maryam) — астероїд головного поясу, відкритий 4 червня 1997 року.
Тіссеранів параметр щодо Юпітера — 3,393.